# Özlem (Schiff, 1969)
Koordinaten: 41° 40′ 17″ N, 41° 41′ 20″ O
Die Özlem war ein Frachtschiff, das 2006 an der Küste von Batumi, Georgien, havarierte und bis zu seiner Abwrackung als Touristenattraktion und Fotomotiv bekannt war.

## Geschichte und Charakteristika
Das Schiff wurde 1969 auf der niederländischen Werft „Hoogezand“ Jac Bodewes in Bergum als kleiner Container- und Stückgutfrachter fertiggestellt. Das Schiff hatte einen Laderaum mit einem Gesamtvolumen von 2.638 m3 oder 73 TEU.
Das Schiff wurde an die bundesdeutsche Reederei Johannes Bos abgeliefert und bis 1971 von der Bell Lines bereedert. Im Jahr 1971 wurde das Schiff in Christina Bos umbenannt. Im Jahr 1972 wurde das Schiff an die Peter Döhle Schiffahrts K.G. verkauft, nach Österreich umgeflaggt und in Christina I umbenannt. Im Jahr 1974 erfolgte ein Weiterverkauf an Thomas Hinckeldey, ein Zurückflaggen nach Deutschland und eine Umbenennung in Suffolk. Im Jahr 1976 wurde das Schiff an die britische Windle Shipping verkauft und in Windle Star umbenannt. Nach einem Aufenthalt im Trockendock in Sunderland wurde das Schiff 1980 an die Brora Shipping Co. weiterverkauft und in Brora umbenannt. Im Jahr 1983 wurde der Frachter auf Bitten der Charterer in Charles Cruz umbenannt. Nach weiteren Eigner-, Flaggen- und Namenswechseln wurde das Schiff 1999 an die georgische Moro Shipping Line verkauft und in Moro I umbenannt.
Zum Zeitpunkt der Havarie war die türkische Ibrahim Cicek Eigner des Schiffes, das zuletzt in Wonsan, Nordkorea registriert war.

## Havarie
Anfang des Jahres 2006 havarierte das Schiff aufgrund eines Maschinenschadens in rauer See nördlich des Hafens von Batumi.
Nach der Havarie verblieb das Wrack noch einige Jahre sichtbar an der Küste, bevor es Anfang/Mitte der 2010er Jahre entfernt wurde.